# Куроива, Акира
Акира Куроива (яп. 黒岩 彰 ; род. 6 сентября 1961 года в Цумагои) — японский конькобежец, специализирующийся в спринте. Бронзовый призёр зимних Олимпийских игр 1988 года 2-кратный чемпион мира и бронзовый призёр, чемпион Азиатских игр и бронзовый призёр, 3-кратный чемпион Японии.

## Биография
Акира Куроива родился в деревне Цумагои, где и начал кататься на коньках. Маленьким ребёнком зимой он катался на замёрзших рисовых полях. В младших классах начальной школы он катался на уроках физкультуры, но даже при обучении в средних классах Акира плохо катался на коньках. В летнее время он занимался лёгкой атлетикой, хорошо играл в бейсбол. Он занялся конькобежным спортом в возрасте 12 лет при поступлении в среднюю школу, чтобы доказать что лучше девочек катается на коньках.
Когда Куроива учился в первом классе средней школы, то поставил перед собой цель – «победить женщин». Уже к концу первого года обучения он побил женское время на дистанции 500 метров со временем 48,20 сек. Во втором классе средней школы посетил Каруидзаву, где выиграл во втором дивизионе соревнований с результатом 45,00 сек. В третьем классе установил новый рекорд среди учащихся младших классов в префектуре Гумма со временем 42,80 сек. 
Он вступил в клуб скоростного катания в старшей школе и в возрасте 16 лет пробежал 500-метровку за 40,50 сек, после чего в 1979 году принял участие во Всеяпонском чемпионате среди юниоров. В 1980 году Куроива поступил в Университет Сеншу и хотел бросить конькобежный спорт, даже на время уехал домой на ферму своих родителей. Однако после осмысления вернулся и выиграл в 1981 году Всеяпонские студенческие игры на дистанциях 500 м и 1000 м и открытый чемпионат Японии в спринтерском многоборье. 
Куроива был одним из первых в Японии, кто стал применять на тренировках роликовые коньки и велосипед. Также проводил тренировки на лыжах в период с ноября по февраль. В феврале 1981 года он дебютировал на чемпионате мира в спринтерском многоборье в Гренобле, где сразу занял 6-е место. Через год занял 8-е место на чемпионате мира в Алкмаре. В 1983 году он завоевал золотую медаль на Всеяпонском чемпионате в спринтерском многоборье.
На чемпионате мира в Хельсинки в 1983 году завоевал золотую медаль в сумме спринта. Через год вновь выиграл многоборье на национальном чемпионате и дебютировал в феврале 1984 года на зимних Олимпийских играх в Сараево. Там он считался фаворитом на 500-метровке, но занял только 10-е место, из-за большого давления со стороны окружающих и СМИ, а в забеге на 1000 м стал 9-м. После игр на мартовском чемпионате мира в Тронхейме занял 8-е место в комбинации спринта.
В 1985 году Куроива участвовал на спринтерском чемпионате мира в Херенвене, но занял только 21-е место. Перелом произошёл в 1986 году, когда он учился на 2-м курсе. Сначала выиграл чемпионат Японии в спринте, в Каруидзаве на чемпионате мира в спринтерском многоборье стал бронзовым призёром. В марте на 1-х зимних Азиатских играх в Саппоро он стал 1-м в забеге на 500 м и 3-м на 1000 м.
В сезоне 1986/87 он блестяще провёл Кубок мира и стал 2-м в общем зачёте на дистанциях 500 и 1000 м. В 1987 году на чемпионате мира в спринтерском многоборье в Квебеке завоевал вторую золотую медаль в своей карьере. За год до олимпиады 1988 года он переехал в Калгари, чтобы спокойно тренироваться. На зимних Олимпийских играх в Калгари Куроива выиграл бронзу на дистанции 500 м и занял 20-е место в беге на 1000 м.

## Личная жизнь
Акира Куроива окончил Университет Сеншу в 1984 году и начал работать в компании "National Land Planning" в Токио. Позже изучал бизнес-администрирование в Токио и работал в качестве тренера сборной Японии по конькобежному спорту на Играх в Нагано в 1998 году. 
В 1999 году был назначен эксклюзивным специалистом по связям с общественностью бейсбольной команды "Seibu Lions", а 2004 году представителем "Seibu Lions" и "Shin Takanawa Pudding". После последовательной работы менеджером по продажам в отеле он присоединился к "Fujikyu Express" в 2008 году. Куроива вернулся в мир конькобежного спорта, став директором клуба «Кейт». Был представителем сборной Японии на олимпийских играх 2014, 2018 и 2022 года. Он также работал в Федерации конькобежного спорта Японии. В марте 2024 года назначен вице-мэром в родной деревне Цумагои.